# DC Showcase: Catwoman
DC Showcase: Catwoman (bra DC Showcase: Mulher-Gato) é uma curta-metragem estadunidense de 2011, do gênero ação, dirigida por Lauren Montgomery, com roteiro de Paul Dini baseado na banda desenhada da DC Comics. 
Com vozes de Eliza Duskhu, John Dimaggio, Liliana Mumy, Kevin Michael Richardson, Tara Strong e Cree Summer, foi lançado originalmente em 18 de outubro de 2011 nos EUA.

## Sinopse
A Mulher-Gato tenta rastrear um carregamento de carga misteriosa que está ligado a um chefe do crime Gotham City chamado Rough Cut.

## Elenco
- Eliza Dushku como Selina Kyle / Mulher-Gato
- John DiMaggio como Rough Cut / Cara da Moto (não creditado)
- Liliana Mumy como Holly Robinson
- Kevin Michael Richardson como Moe
- Tara Strong como Buttermilk Skye
- Cree Summer como Lily